# Hyperoplus lanceolatus
Hyperoplus lanceolatus é uma espécie de peixe pertencente à família Ammodytidae.
A autoridade científica da espécie é Le Sauvage, tendo sido descrita no ano de 1824.

## Portugal
Encontra-se presente em Portugal, onde é uma espécie nativa.
Os seus nomes comuns são galeota, frachão, galeota-maior, geleota ou sandilho.

## Descrição
Trata-se de uma espécie de água salobra e marinha. Atinge os 40 cm de comprimento padrão nos indivíduos do sexo masculino.